# 대한민국 민법 제218조
대한민국 민법 제218조는 수도등 시설권에 대한 민법조문이다. 상린권인 수도등 시설권을 규정하며 법정 요건만 충족하면 자동으로 인정되며, 타인의 동의나 승낙이 필요하지 않다.

## 조문
민법 제218조 (수도등 시설권) ①토지소유자는 타인의 토지를 통과하지 아니하면 필요한 수도, 소수관, 까스관, 전선등을 시설할 수 없거나 과다한 비용을 요하는 경우에는 타인의 토지를 통과하여 이를 시설할 수 있다. 그러나 이로 인한 손해가 가장 적은 장소와 방법을 선택하여 이를 시설할 것이며 타토지의 소유자의 요청에 의하여 손해를 보상하여야 한다.

②전항에 의한 시설을 한 후 사정의 변경이 있는 때에는 타토지의 소유자는 그 시설의 변경을 청구할 수 있다. 시설변경의 비용은 토지소유자가 부담한다.

第218條(水道 等 施設權) ①土地所有者는 他人의 土地를 通過하지 아니하면 必要한 水道, 疏水管, 까스管, 電線 等을 施設할 수 없거나 過多한 費用을 要하는 境遇에는 他人의 土地를 通過하여 이를 施設할 수 있다. 그러나 이로 因한 損害가 가장 적은 場所와 方法을 選擇하여 이를 施設할 것이며 他土地의 所有者의 要請에 依하여 損害를 補償하여야 한다.
②前項에 依한 施設을 한 後 事情의 變更이 있는 때에는 他土地의 所有者는 그 施設의 變更을 請求할 수 있다. 施設變更의 費用은 土地所有者가 負擔한다.

## 판례
- 토지소유자는 타인의 토지를 통과하지 아니하면 필요한 수도, 유수관, 가스관, 전선 등을 시설할 수 없거나 과다한 비용을 요하는 경우에는 타인의 토지를 통과하여 이를 시설할 수 있다고 할 것이므로 통행지 소유자는 위와 같은 요건이 갖추어진 수도 등 시설에 대하여 그 철거를 구할 수 없다[2].